# Murrià
El Murrià és una muntanya de 820 metres que es troba al municipi de la Vall d'en Bas, a la comarca catalana de la Garrotxa.